# Claude Askolovitch
Claude Askolovitch est un journaliste français né le 18 décembre 1962 à Paris. Il a travaillé dans divers journaux et magazines tels Marianne ou le Nouvel Observateur. Il a présenté la revue de presse dans la matinale de France Inter pendant huit saisons, d'aout 2017 à juillet 2025, et a été chroniqueur pour l'émission quotidienne 28 minutes sur Arte entre 2013 et 2025. A la rentrée 2025, il participe au lancement de la chaine de la TNT Novo 19.

## Biographie
Claude Askolovitch est le fils de Roger Ascot (Askolovitch pour l'état civil), ancien directeur de la revue L'Arche, magazine du judaïsme français et d'Evelyn Askolovitch (née Sulzbach), d’une famille juive allemande, survivante des camps de concentration de la Shoah avec qui il parle de cela dans un livre intitulé Se souvenir ensemble,.
Ancien élève du lycée Chaptal, il suit des études d'économie à l'université Paris-Dauphine, avant d'entrer à l'automne 1983 au Centre de formation des journalistes (CFJ), dont il sort diplômé en 1985.
Après des piges à Sciences et Vie Économie et Mondial, il travaille à RFO avant d'être engagé au quotidien Matin de Paris. Il rejoint en 1987 le quotidien Le Sport qui vient de se créer, et disparait en juin 1988. Il travaille ensuite à Europe 1. puis devient reporter à L'Evénement du jeudi puis à Marianne. Il est grand reporter au Nouvel Observateur pendant sept ans de 2001 à juillet 2008, avant de devenir rédacteur en chef, puis éditorialiste au Journal du dimanche. Il rejoint Le Point en août 2011 et le quitte en mai 2012. Il collabore ensuite à nouveau à Marianne et à Vanity Fair.
De 2008 à 2011, il est chroniqueur sur Europe 1, dans les tranches d'information du matin, puis du soir, et sur i-Télé en 2010-2011, puis de 2013 à 2016. 
Journaliste sportif à l'origine, il a écrit avec Basile Boli son autobiographie Black Boli, et traite aujourd'hui surtout de sujets sociétaux et politiques, avec une inclination particulière pour les controverses d'opinions et les sujets polémiques. Il a couvert pour Le Nouvel Observateur le mouvement altermondialiste et a lancé la controverse autour des déclarations jugées antisémites de Tariq Ramadan en 2003.
Il a suivi le Front national, qui constitue le thème de son deuxième livre, raconté le parcours de Lionel Jospin du trotskisme au socialisme dans une biographie et a interrogé Éric Besson, ex-responsable de l’économie au PS, puis secrétaire d’État sous Sarkozy, en coopérant à son pamphlet contre Ségolène Royal, Qui connaît Madame Royal ?, publié avant le premier tour de la présidentielle de 2007.
Il a réalisé deux autres livres d'entretiens, le premier en 2007 avec Rachida Dati, nouvelle Garde des Sceaux, sur son parcours, le second en 2008 avec Manuel Valls, alors simple député socialiste, sur la refondation de la gauche. Il a publié, en 2013, un essai sur l'islam en France, et les rejets qu'il provoque, Nos mal-aimés. En 2017, il fait un bilan dur et personnel de la disparition de la gauche dans un autre essai : Comment se dire adieu ?, que Gérard Courtois dans Le Monde qualifie de « crépusculaire et rageur », l'auteur étant selon lui « spectateur accablé de ses propres désillusions et procureur amer de ceux qu’il a tant aimés », tandis que dans Libération Laurent Joffrin conteste la légitimité du journaliste, « qui a laissé tomber la gauche, qu’il dénigre pour masquer son renoncement ».
En octobre 2020, il publie À  son ombre (Grasset), un récit autobiographique sur la mort de son épouse et les dix années d'errance et de remords qui ont suivi.
Il a été chroniqueur régulier ou occasionnel dans des émissions de radio et télévision comme On refait le monde (RTL), On refait le match (RTL, LCI), Avant-Premières (France 2), Entre les lignes (La Chaîne parlementaire), On n'est pas couché (France 2) et dans Le Club d'Alexandre Ruiz sur BeIN Sports.
Il travaille depuis 2013 pour 28 minutes (Arte) et pour Vanity Fair, depuis 2015 pour le magazine en ligne Slate.fr. D’août 2016 à juillet 2017, sur France Inter, il présente Histoire et politique, une chronique dans la matinale du dimanche, au cours de laquelle il s'intéresse à des moments méconnus, comme la création du slogan « CRS = SS » en 1948, et non en 1968 comme on pourrait le croire,. À partir du 28 août 2017, il y présente la revue de presse dans la matinale, du lundi au vendredi. Toujours sur la station publique, il intervient, à partir de septembre 2022, chaque dimanche dans l'émission de Nathalie Iannetta, L'esprit sport.

## Vie personnelle
Claude Askolovitch a été marié avec Valérie Atlan, morte le 24 juillet 2009 à 44 ans, avec qui il a eu une fille et un garçon. Il a ensuite eu deux garçons d'une seconde union, avec une jeune femme qu’il rebaptise Kathleen dans le récit autobiographique À son ombre, publié en 2020. Il s'agit en fait de Nolwenn Le Blevennec.
Son fils Théo est comédien. Il a joué dans les pièces Djihad (théâtre Lepic) et 66 jours, abordant la question de son cancer des testicules.
Il se décrit comme un Juif laïque non pratiquant vivant dans une famille ayant différentes religiosités,.

## Controverses et polémiques

### «Affaire Siné»
Claude Askolovitch est à l'origine de « l'affaire Siné » : le 8 juillet 2008, lors d'une émission sur RTL, il qualifie d'antisémite une chronique du dessinateur Siné publiée dans Charlie Hebdo qui suggérait, selon lui, que l'éventuelle conversion au judaïsme du fils du président de la République française, Jean Sarkozy, aurait été profitable à sa carrière.
Daniel Schneidermann critique sévèrement l'attitude d'Askolovitch en l'accusant sans preuve d'avoir agi en faveur des Sarkozy et d'avoir été remercié de ses services par sa nouvelle nomination au sein du groupe Lagardère.
Le 2 mars 2009, le tribunal relaxe Claude Askolovitch et déboute Siné d'une plainte en diffamation que ce dernier avait déposée. Le juge estime que les propos poursuivis n'étaient pas diffamatoires et « participaient au débat d'idées, consubstantiel à toute société démocratique. »

### Nos mal-aimés
Claude Askolovitch quitte Le Point en 2012 sur une divergence de point de vue, selon lui, avec la rédaction du journal sur le traitement de l'islam en France. Il aurait été considéré par ses responsables comme trop islamophile alors qu'ils préparaient leur une restée célèbre « L'islam sans gêne ». Après son départ, il publie en 2013 Nos mal-aimés : ces musulmans dont la France ne veut pas, livre en partie autobiographique et basé sur des rencontres de musulmans engagés, dans lequel il regrette le manque de place accordée à l'islam dans une France qui change, et s'oppose au durcissement de la laïcité.
Le livre provoque des débats, sur France Inter, France Culture  et au Nouvel Observateur où l'auteur est opposé à Caroline Fourest. Il est salué par Le Monde , Slate  et Arrêt sur images. Il est aussi vivement critiqué par Natacha Polony dans Le Figaro, Maurice Szafran et Éric Conan dans Marianne  ou encore Élisabeth Lévy dans Le Point. En sens inverse, la sociologue et anthropologue Nacira Guénif-Souilamas reproche à l'auteur sa « conversion tardive » à la défense des victimes de l'islamophobie en France, qu'elle juge opportuniste.

### « Affaire Meklat »
En février 2017, une polémique éclate sur les réseaux sociaux, puis dans la presse, concernant d'anciens tweets racistes, antisémites, homophobes et misogynes de Mehdi Meklat, jeune écrivain à la mode, ancien de France Inter et figure du Bondy Blog. Claude Askolovitch prend la défense de Meklat sur Twitter en ces termes : « Un gamin qui tweetait des blagues nazes pour tester sa provo est moins immonde que ceux qui utilisent ses conneries passées » ; puis il écrit un long texte sur Slate, « L'impossible vérité de Mehdi Meklat », où il s'interroge sur la double identité de Meklat et les hypocrisies de cette polémique.
Askolovitch est attaqué par Martine Gozlan dans Marianne : « On croit rêver, c'est à crever. La haine crève l'écran et ils ne veulent pas la voir », et par l'ancien directeur de France Inter Philippe Val, qui lui reproche de défendre « l'indéfendable ».

## Publications
- La France du piston avec Sylvain Attal, Paris, Robert Laffont, 1992
- Black Boli avec Basile Boli, Paris, Grasset, 1994
- Chemin faisant, entretien avec le grand rabbin Joseph Haïm Sitruk avec Bertrand Dicale, Paris, Flammarion, 1997
- Voyage au bout de la France : le Front national tel qu'il est,  Paris, Grasset, 1999  — prix Décembre 1999
- Lionel, Paris, Grasset, 2001
- Qui connaît Madame Royal ?, entretien avec Éric Besson, Paris, Grasset, 2007
- Je vous fais juges, entretien avec Rachida Dati, Paris, Grasset, 2007
- Pour en finir avec le vieux socialisme… et être enfin de gauche, entretien avec Manuel Valls, Paris, Robert Laffont, 2008
- Conversation avec Claude Askolovitch, biographie de Patrick Bruel, Plon, 2011
- Nos mal-aimés : ces musulmans dont la France ne veut pas, Paris, Grasset, 2013
- Les Grands Garçons : Valls, Montebourg, Hamon, Paris, Plon, 2015
- Comment se dire adieu, Paris, Lattès, 2017
- À son ombre, Grasset, 2020[36]
- Le Petit chevalier, conte pour enfants, illustrations de Madeleine Brunelet, Michel Lafon / France-Inter, 2022
- Se souvenir ensemble, avec Evelyn Askolovitch, Grasset, 2023[37]